# Roque Fernández
Roque Ceferino Fernández Caballero (... – Buenos Aires, 14 novembre 2011) è stato un calciatore uruguaiano, di ruolo centrocampista.

## Carriera

### Club
Giocò sempre nel campionato uruguaiano.

### Nazionale
Con la maglia della Nazionale è stato convocato per tre edizioni del Campeonato sudamericano, riuscendo a vincere quello del 1956.

## Palmarès

### Nazionale
- Coppa America: 1

Uruguay 1956